# سیارک ۲۶۵۰۴
سیارک ۲۶۵۰۴ (به انگلیسی: 26504 Brandonli، نامگذاری:2000CM17)۲۶۵۰۴مین سیارک کشف شده‌است که در ۰۲ فوریه ۲۰۰۰ کشف شد.